# Quách Thiện Ni
Quách Thiện Ni có tên tiếng Anh là Sonija Kwok (sinh ngày 22 tháng 7 năm 1974 tại Hồng Kông thuộc Anh) là một nữ diễn viên truyền hình-diễn viên điện ảnh nổi tiếng người Canada gốc Hồng Kông. Cô từng là diễn viên độc quyền của hãng TVB.

## Tiểu sử
Cô sinh ra tại Hồng Kông trong gia đình có ông nội là người Anh. Sau này, cô di cư tới Vancouver, Canada. Quách Thiện Ni tốt nghiệp ngành tâm lý học tại Đại học Simon Fraser và sau đó làm tiếp viên hàng không tại hãng hàng không Cathay Pacific trong khoảng thời gian ngắn.

## Sự nghiệp
Quách Thiện Ni trở về Hồng Kông và giành được danh hiệu Hoa hậu Hồng Kông năm 1999. Năm 2000, cô tiếp tục giành được danh hiệu Hoa hậu Hoa kiều Quốc tế được tổ chức tại Las Vegas, Nevada. Sau khi giành được danh hiệu hoa hậu, Quách Thiện Ni bắt đầu tham gia nhiều phim của hãng TVB.
Quách Thiện Ni được biết đến qua các phim Tầm Tần Ký (TVB) đóng chung với nam diễn viên Cổ Thiên Lạc, phim Ngưu Lang Chức Nữ (TVB, 2003) trong vai nàng tiên dệt vải Chức Chức trên Thiên đình nhưng vì yêu Ngưu Lang (Ôn Thiệu Luân) nên đã bất chấp quy luật khắt khe của Thiên Đình mà về trần gian sống với chàng.
Quách Thiện Ni tham gia các phim truyền hình nhiều tập như Ngưu Lang Chức Nữ, Những thiên sứ vô danh, Trường Bình Công Chúa, Lạc Thần,... và là một trong những nữ diễn viên chủ chốt của đài TVB.
Năm 2015, cô rời đài TVB.

## Giải thưởng
- Hoa hậu Hồng Kông năm 1999
- Hoa hậu Hoa kiều thế giới năm 2000
- Starhub TVB Awards 2010
- Nhân vật nữ TVB được yêu thích năm 2009: Ying Jing-Jing

## Phim đã tham gia

### Phim truyền hình
| Năm     | Tên phim                       | Tên tiếng Anh                      | Vai diễn                         |
| ------- | ------------------------------ | ---------------------------------- | -------------------------------- |
| 2001    | Cỗ Máy Thời Gian               | A Step Into the Past               | Tần Thanh/Cầm Thanh              |
| 2001    | Cảnh Sát Hình Sự               | Law Enforcers                      | Cheng Wai-ling                   |
| 2002    | Khát Vọng                      | Fight for Love (TV series)         | Ying Choi-yee                    |
| 2002    | Huyền Thoại Bắt Đầu (Lạc Thần) | Where the Legend Begins            | Quách Nữ Vương                   |
| 2002    | Người Đàn Ông Có Gia đình      | Family Man                         | Bobo Ko Po-yee                   |
| 2002    | Nối Lại Tình Xưa               | Love and Again                     | Suen Siu-yuet                    |
| 2003    | Trường Bình Công Chúa          | Perish in the Name of Love         | Công chúa Chiêu Nhân             |
| 2003    | Ngưu Lang Chức Nữ              | The Legend of Love                 | Chik-nui                         |
| 2003    |                                | The Driving Power                  | Ngan                             |
| 2004    | Thiên Nhai Hiệp Y              | The Last Breakthrough              | Hong Kiu                         |
| 2004    | Những Thiên Sứ Vô Danh         | Angels of Mission                  | Chief Inspector Sam Sung Lok-kei |
| 2005    | Mưu Sinh                       | Hidden Treasures                   | Yuki Cheuk Lam                   |
| 2006    | Đại Nhân Vật                   | Big Shot                           | Điền Tư Tư                       |
| 2006    | Phúc Vũ Kiếm Và Phiên Vân Đao  | Lethal Weapons of Love and Passion | Kan Bing-wan                     |
| 2006    | Giang Hồ Du Kiếm               | Vaganbond Vigilante                | Wan Chi-lo                       |
| 2006    | Ân Oán Thượng Hải              | Au Revoir Shanghai                 | Tong Yan                         |
| 2006    | Hối Thống Thiên Hạ             | Land of Wealth                     | Baba Hayee Ko-wah                |
| 2006–07 | Song Hùng Tranh Bá             | The Conquest                       | Tây Thi                          |
| 2007    | Học Cảnh Đi Tuần               | On the First Beat                  | Inspector Winnie Yuen Wai-nei    |
| 2008    | Điều Tra Đặc Biệt              | D.I.E.                             | MaDam Hình Tinh Tinh             |
| 2008    | Thế giới Ảo                    | Pages of Treasures                 | Yuen Wai-chung                   |
| 2008    | Bát Tiên Truyền Kỳ             | 8 Avatar                           | Bai Mudan                        |
| 2009    | Điều Tra Đặc Biệt 2            | D.I.E. Again                       | Inspector Ying Jing-jing         |
| 2009    | Đội Hành Động Liêm Chính       | ICAC Investigators 2009            | Fong Chi-chuen                   |
| 2010    | Tình Taxi                      | When Lanes Merge                   | Cheung Hiu-man                   |
| 2011    | 7 Ngày Trong Đời               | 7 Days in Life                     | Christy Wong Ka-yu               |
| 2011    | Cung Tỏa Châu Liêm             | Palace                             | Consort Xi                       |
| 2012    | Cung Tỏa Châu Liêm II          | Palace II                          | Herself                          |
| 2012    | Nam Nữ Chọn Nhà                | L'Escargot                         | Sze Long-kiu                     |
| 2012    | Tranh Quyền Đoạt Vị            | The Greatness of a Hero            | Cho Yuet                         |
| 2012    |                                | Minguo Enchou Lu                   | Wang Lizhen                      |
| 2013    | Ngọc Tỷ Kỳ Án                  | The Day of Days                    | Tong Nga-yuen                    |
| 2014    |                                | Ma Gu Xian Shou                    | Tây Vương Mẫu                    |
| 2015    | Vô Song Phổ                    | Under the Veil                     | Sheh Wan-chu                     |

|12 - 12 - 2016
| "Chuyến Bay Tình Yêu" 
| Amanda Lỗ Nhã Cầm

### Phim điện ảnh
| Năm  | Tên phim                         | Vai diễn       |
| ---- | -------------------------------- | -------------- |
| 2001 | The Cheaters                     | Michelle Lui   |
| 2001 | The Replacement Suspects         | Vivian Lee     |
| 2002 | Fighting to Survive              | Snooker / Ling |
| 2004 | Hot Cop in the City              | Judy Chu Jing  |
| 2004 | Unbearable Heights               |                |
| 2006 | Wo Hu                            | Elaine         |
| 2007 | Happy Birthday                   | Yan            |
| 2011 | The Sorcerer and the White Snake | Bu Ming        |